# Дофен (Манитоба)
Дофен (фра/енг Dauphin) највећи је град у области Паркланд на југозападу канадске провинције Манитобе. Име града је француског порекла и изведено је од истог имена оближњег језера (у част титуле француских престолонаследника). Град је 2011. имао 8.200 становника.
Прве насеобине на месту данашњег Дофена настале су 1883. као два одвојена насеља Стари Дофен и Гартмор. Изградња железнице 1896. довела је до интензивније колонизације подручја и настанка данашњег града. Насеље је 1901. добило статус града што је довело до привредног раста и претворило град у центар трговине житом. Пољопривреда и данас игра важну улогу у привредном животу града.
Најбројнију етничку заједницу у граду чине Украјинци (око 40%) који су се ту доселили крајем 19. века. Остатак популације чине становници енглеског, шкотског, ирског и аутохтоног порекла.
Овде се налази Вотсон Артс центар у Дофену и Зграда суда у Дофену.

## Положај
Дофен се налази у области Паркланд, на 311 km од Винипега главног града покрајини Манитоба, 167 km од Брендона, 499 km од Саскатуна и 378 km од Реџајне.

## Географија
Градић је смештен у канадској прерији у западном делу Манитобе, западно од језера Манитоба и Дофен, док је јужније језеро Винипегосис. У близини града се налазе и два заштићена парка, покрајински Дак Маунтин и национални Рајдинг Маунтин.

## Демографија
Према резултатима пописа становништва из 2011. у варошици је живео 8.251 становник у укупно 4.005 домаћинстава, што је за 4,4% више у односу на 7.906 житеља колико је регистровано приликом пописа 2006. године.
| 1996. | 2001. | 2006. | 2011. | 2016. |
| ----- | ----- | ----- | ----- | ----- |
| 8.266 | 8.085 | 7.906 | 8.251 | 8.457 |

## Саобраћај
Град је железницом и мрежом друмских путева повезан са околним местима, а такође има и властити аеродром који служи за локални саобраћај (Брендон и Винипег).